# Katastrofa lotnicza w Dolinie Olczyskiej

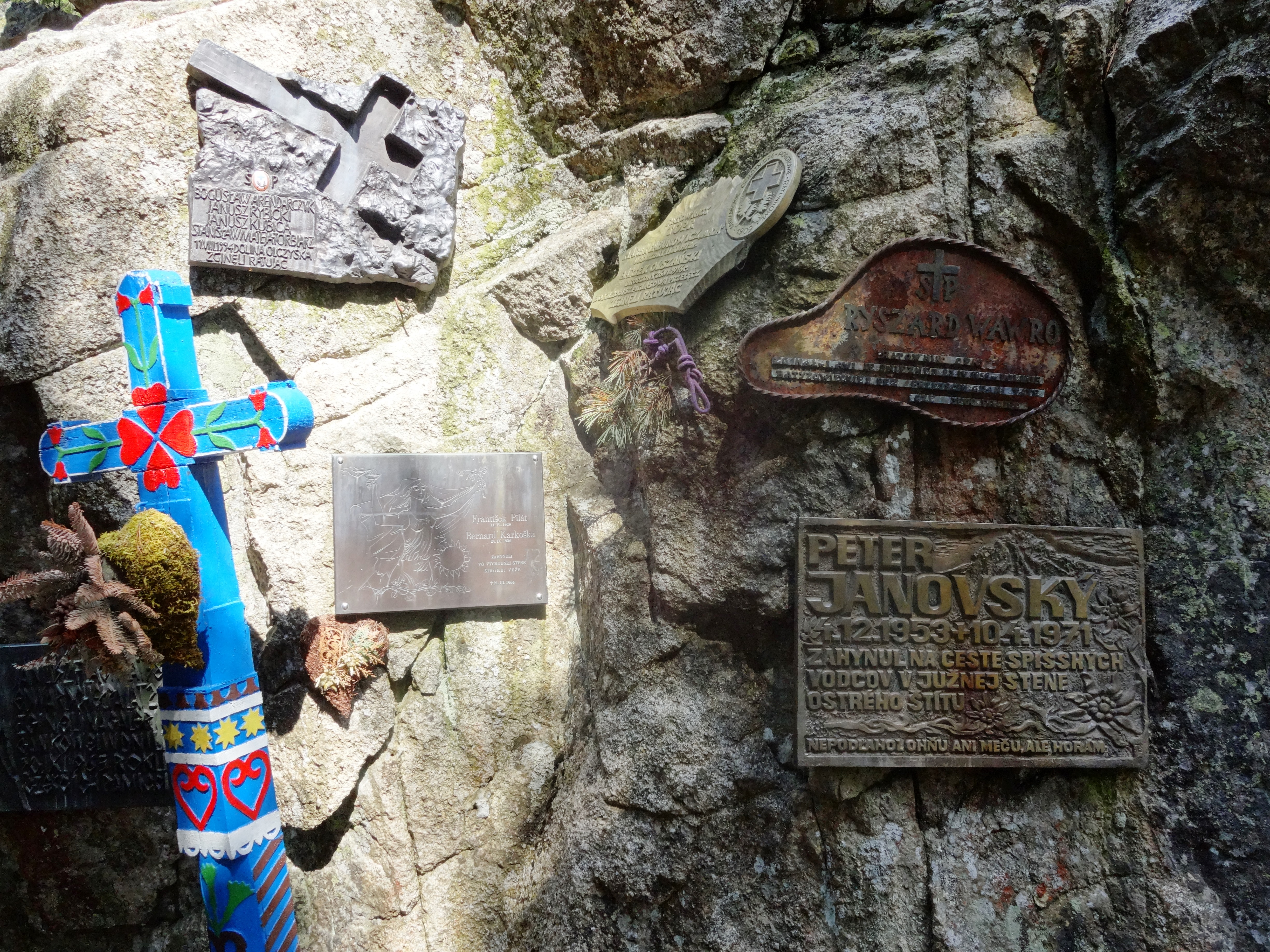
Tablice poświęcone osobom zmarłym w górach na Tatrzańskim Cmentarzu Symbolicznym. W lewym górnym rogu – tablica poświęcona ofiarom katastrofy w Dolinie Olczyskiej

Katastrofa lotnicza w Dolinie Olczyskiej – katastrofa, do której doszło w Dolinie Olczyskiej w Tatrach 11 sierpnia 1994 roku, gdy rozbił się śmigłowiec produkcji polskiej PZL W-3 Sokół o oznaczeniu SP-SXT, należący do Tatrzańskiego Ochotniczego Pogotowia Ratunkowego, biorący udział w akcji ratunkowej.

## Przebieg katastrofy
Śmigłowiec wystartował z Zakopanego kilka minut przed godziną 13:00 w kierunku Hali Gąsienicowej, na której znajdowały się dwie turystki ze Szwecji ze złamaniami nóg. Śmigłowcem lecieli: Bogusław Arendarczyk – ratownik-pilot, Robert Janik – ówczesny naczelnik TOPR, Janusz Kubica – ratownik (kierownik wyprawy), Roman Kubin – ratownik, Stanisław Mateja Torbiarz – ratownik, Rafał Mikiewicz – ratownik, Janusz Rybicki – ratownik-pilot i Mieczysław Ziach – ratownik.
Na Hali Gąsienicowej śmigłowiec utrzymywał się w zawisie na wysokości 1 metra nad ziemią. Z relacji Mieczysława Ziacha wynika, że w pewnym momencie usłyszał trzask, jakby ktoś strzelił z wiatrówki. W pobliżu śmigłowca znaleziono Janusza Kubicę, leżącego na wznak z podkurczonymi nogami, z raną z tyłu głowy o średnicy około 5 centrymetrów. Natychmiast podjęto decyzję o odtransportowaniu Janusza Kubicy do szpitala w Zakopanem.
Z Hali Gąsienicowej śmigłowiec odleciał z 4 osobami na pokładzie, wykonując swój lot w sposób typowy. Osiągnął w krótkim czasie prędkość 248 km/h. Po przejściu nad Wielką Kopą Królową obniżył lot w stosunku do poziomu morza, zachowując jednak dość dużą odległość od ziemi. Na wysokości Doliny Olczyskiej w powietrzu doszło do katastrofy. Nastąpiło rozwarstwienie łopaty wirnika głównego na krawędzi spływu. W wyniku tego rozwarstwienia łopata wirnika straciła siłę nośną, wychodząc ze stożka wirowania w dół. Doprowadziło to do uderzania krawędzią natarcia uszkodzonej łopaty w belkę ogonową śmigłowca do momentu, gdy doszło do jej obcięcia. Maszyna w locie niesterowanym spadła na zalesione podnóże w okolicach Wielkiego Kopieńca. Zginęli wszyscy znajdujący się na pokładzie.
W akcji ratunkowej brali udział ratownicy TOPR, pracownicy Tatrzańskiego Parku Narodowego oraz strażacy. Szczątki śmigłowca rozrzucone były na obszarze około 1000 metrów. Do godziny 17:00 wydobyto z wraku ciała ofiar katastrofy.

## Ofiary śmiertelne
W katastrofie zginęły 4 osoby:
- Bogusław Arendarczyk – ratownik-pilot
- Janusz Rybicki – ratownik-pilot
- Stanisław Mateja Torbiarz – ratownik
- Janusz Kubica – ratownik.

## Pogrzeb ofiar
Uroczystości pogrzebowe odbyły się 14 sierpnia 1994 roku w Zakopanem na Cmentarzu Zasłużonych na Pęksowym Brzyzku, na którym spoczęli Stanisław Mateja Torbiarz i Janusz Kubica. Nazwiska ofiar umieszczono na tablicy pamiątkowej na Tatrzańskim Cmentarzu Symbolicznym pod Osterwą.
Bogusław Arendarczyk został pochowany na Cmentarzu Rakowickim w Krakowie, natomiast Janusz Rybicki na cmentarzu w Skarżysku-Kamiennej.

## Badanie przyczyn katastrofy
Przyczyny wypadku badała Główna Komisja Badania Katastrof Lotniczych. Z jej ustaleń wynika, że przyczyną katastrofy była awaria jednej łopaty nośnej wirnika głównego. Komisja uznała, że awaria płata nastąpiła w wyniku uderzenia o głowę Janusza Kubicy. Zdaniem niezależnych ekspertów m.in. Ryszarda Witkowskiego, pilota doświadczalnego i inżyniera lotnictwa, wysoce nieprawdopodobne jest, że uderzenie łopaty w głowę ratownika spowodowało awarię płata. Według tej hipotezy rozwarstwienie płata zaczęło się długo przed wypadkiem na Hali Gąsienicowej i Janusz Kubica był jego ofiarą.